# Giselle (Disney)
Giselle est un personnage de fiction apparue pour la première fois dans le long-métrage Il était une fois (2007). Le personnage a été créé par le scénariste Bill Kelly (en) et interprétée par Amy Adams. Elle reprend le rôle dans Il était une fois 2 d'Adam Shankman sortie sur Disney+ en novembre 2022.
Giselle a d'abord été ajoutée a la liste des princesses Disney (bien que n'étant pas une princesse elle-même) jusqu'à ce que Walt Disney Company se rende compte que cela pourrait engager d'importants frais liés à l'utilisation de l'image de l'actrice.

## Description

### Personnalité
Au début du premier film, Giselle est une jeune femme innocente et romantique vivant au royaume d'Andalasia, capable de communiquer avec les animaux, son meilleur ami étant un écureuil nommé Pip. Les caractéristiques du personnage les plus importantes coïncident avec celles du personnage de Blanche-Neige. Elle ressemble à Ariel, Aurore et Cendrillon et en accord avec l'image d'un personnage de conte de fées, elle est rêveuse et croit au vrai amour ce qui transparait dans ses chansons.
Elle porte des robes qu'elle crée avec les animaux.
Après s'être fait expulser du royaume par la reine Narissa qui refusait que la dulcinée de son fils lui vole son trône, Giselle se retrouve dans le monde des humains à New York ; elle devient une femme en chair et en os, s'avérant être très naïve : après une conversation avec un sans-abri, la jeune femme se fait voler sa tiare par ce dernier, la laissant seule sous la pluie. Elle éclate en larmes quand un couple divorce et estime que les déclarations d'amour se font en chantant.
Giselle est aussi confuse et désorientée par les habitudes différentes de ce monde : elle se fabrique des robes avec des rideaux de maison, boit de l'eau d'un aquarium…
Cependant, son optimisme fait qu'elle porte un autre regard sur les soucis des gens ; ainsi, elle redonne de la joie de vivre à Robert, aide indirectement le couple divorcé à se réconcilier, se comporte comme une mère pour Morgan…
Bien que n'ayant jamais ressenti de la colère, sauf quand elle se fait voler son diadème, elle se met en colère pour la première fois quand Robert est affecté par son optimisme.
Elle va comprendre le concept de l'amour, bien différent de ce qu'elle connaissait dans son monde. Elle prend alors conscience de la prématurité de son mariage et amour pour son prince et tombe finalement amoureuse de Robert, qui a toujours été là pour elle.
Malgré ses défauts, elle peut se montrer extrêmement courageuse et ingénieuse notamment quand elle s'échappe de peu de la poursuite d'un troll, puis en tenant tête à la reine Narissa à l'apogée du film.
Dans le deuxième film, Giselle est devenue une mère de famille presque comme les autres, à l'exception du déménagement dans un château construit sur mesure, mais la famille n'est pas heureuse, ni Giselle elle-même. Morgan, sa fille adoptive, est adolescente et ne la considère plus comme sa mère.
Cette dernière fait alors le vœu d'avoir une vie de conte de fées, parfaite, sauf que tout vire au cauchemar, la princesse devenant une vraie marâtre, sa fille sa « Cendrillon » et son mari un misérable chevalier. En voulant découvrir le bonheur, Giselle a changé sa vie en mal.
Être mère lui a cependant apporté maturité, amour inconditionnel (malgré les disputes), stabilité et souffrance de voir sa fille s'éloigner d'elle.
Le vœu n'est pas définitif avant minuit, donc Giselle lutte entre sa vraie personnalité et celle de la marâtre vaniteuse et ambitieuse, qui prend le dessus au fur et à mesure, oubliant ses souvenirs.
Comme elle n'est pas en mesure d'inverser le sort, elle comprend que c'est à Morgan de le faire et l'envoie à Andalasia, juste avant de perdre sa personnalité. La marâtre cherche pendant ce temps à devenir reine en volant le trône à l'actuelle, ce qui provoque des dégâts dans la ville.
À la fin du film, Giselle chante tout bas (oublier ses souvenirs l'a rendue faible) à Morgan le pouvoir magique de l'amour d'une mère (au-delà des liens du sang). Le vœu finit par être annulé et cette fois la famille comprend ce qu'est le bonheur.

### Apparence

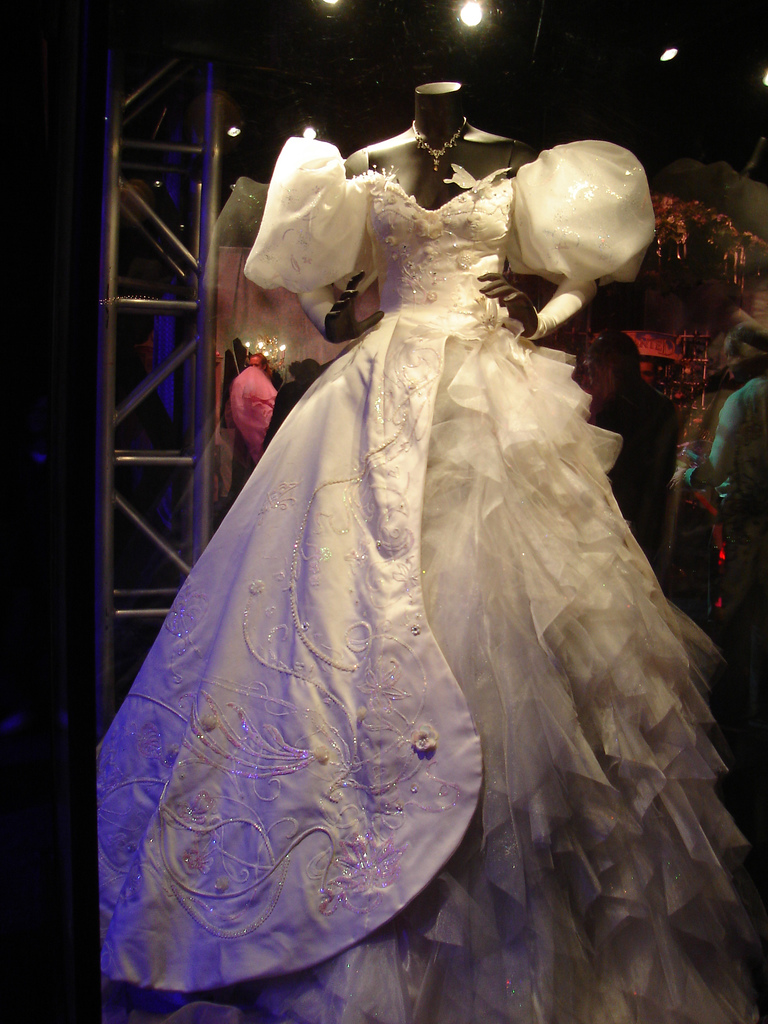
La robe de mariage de Giselle au El Capitan Theatre.

L'apparence de Giselle, que ce soit entre le début en dessin animé ou par la suite en prise de vue réelle des films, est la même : elle a une longue chevelure rousse, les yeux bleus et a une taille moyenne. Elle porte généralement des vêtements qu'elle a confectionnés avec des animaux, sauf à la fin du premier film lors du bal (shopping avec Morgan).

## Interprète
Giselle est interprétée par Amy Adams. L'actrice américaine est annoncée dans le rôle en novembre 2005. Bien que les studios Disney cherchaient une actrice connue pour le personnage, le réalisateur Kevin Lima a insisté pour que Giselle soit incarnée par une actrice peu connue.
Amy Adams fut la 275e des 300 actrices auditionnées pour l'incarner,. De plus, quand elle est venue passer le casting, le réalisateur Kevin Lima était malade et en plus, était peu disposé à la recevoir. Et pourtant, l'audition a passé de quinze à quarante-cinq minutes. La jeune femme était alors inconnue des membres de l'équipe, mais elle les a séduits par sa facilité à jouer les naïves naturellement, facilité qui lui vaudra d'incarner l'héroïne principale.
L'actrice, qui a également une formation de danseuse et de chanteuse, interprète les trois chansons de Giselle.
La prestation d'Adams ne passe pas inaperçue, puisque, en plus du succès critique et commercial d’Il était une fois, elle sera nommée au Golden Globe de la meilleure actrice dans un film musical ou une comédie.

### Doublage
Dans les pays francophones, Amy Adams est doublée en français par les actrices suivantes pour Il était une fois.
- Voix françaises : Valérie Siclay (voix parlée)[7], Rachel Pignot (voix chantée)[7]
- Voix québécoise : Éveline Gélinas (voix parlée et chantée)

## Chansons interprétées par Giselle
- True Love's Kiss (Un Baiser)
- Travailler en chantant (Happy Working Song) : il s'agit d'un hommage à la chanson Siffler en travaillant de Blanche-Neige et les Sept Nains et à la chanson Tendre Rêve de Cendrillon.
- That's How You Know (Comment savoir)